# Pop Chronicles
Pop Chronicles sont deux séries de documentaires radiophoniques qui ensemble « peuvent constituer l'histoire audio la plus complète de la musique populaire des années 40 à 60 ». Elles sont diffusées entre 1969 et 1974 sur KRLA. Les deux séries sont produites par John Gilliland.

## Pop Chroniclesdes années 50 et 60
Inspirée par le festival international de musique pop de Monterey, la série Pop Chronicles des années 1950 et 1960 est originellement produite pour la KRLA 1110 et est diffusée pour la première fois le 9 février 1969. John Gilliland narre la série en compagnie de Sie Holliday et Thom Beck. Certaines personnalités sont également interviewée comme Dick LaPalm, Lew Irwin, Harry Shearer, Mike Masterson et Richard Perry. Le bref thème musical de la série, The Chronicles of Pop, est écrit et interprété par Len Chandler. L'ingénieur et le producteur associé de la série est Chester Coleman.
Au départ Pop Chronicles est diffusée une heure par semaine sur KRLA 1110, avant d'être syndiquée par Hot Air et d'être diffusée sur American Forces Radio. L'Université de North Texas a rendu la série Pop Chronicles disponible en ligne depuis juin 2010.

## Pop Chroniclesdes années 40
La série Pop Chronicles des années 40 est produite par John Gilliland et diffusée sur KSFO lorsqu'il y travaille en 1972, pour un total de vingt-quatre épisodes. Afin de promouvoir l'émission, KSFO célèbre les années 1940 pendant un mois et commande un concours de jitterbug à Union Square à San Francisco. Allan M. Newman de KSFO, déclare à propos de la série que John Gilliland a « interviewé sacrément près de tout le monde impliqué pendant ces années, comme Bing Crosby, Jimmy Van Heusen, Johnny Mercer, Patty Andrews, Tex Beneke, etc. Je pense que John a mis en place une véritable pièce de collection. »